# Piper cumbasonum
Piper cumbasonum är en pepparväxtart som beskrevs av C. Dc.. Piper cumbasonum ingår i släktet Piper och familjen pepparväxter. Inga underarter finns listade i Catalogue of Life.